# Associazione Calcio Fiorentina 1990-1991
Questa voce raccoglie le informazioni riguardanti l'Associazione Calcio Fiorentina nelle competizioni ufficiali della stagione 1990-1991.

## Stagione
Nella stagione 1990-1991 alla presidenza della Fiorentina arriva Mario Cecchi Gori, produttore cinematografico toscano. In panchina ad allenare la squadra viene chiamato il brasiliano Sebastião Lazaroni, reduce da Italia '90, dove con il Brasile era stato eliminato agli ottavi di finale, peggior risultato per i verdeoro dal 1966. Arrivano alla corte viola Diego Fuser (in prestito dalla Lazio), Massimo Orlando dalla Reggina, il ritorno dopo un anno al Milan di Stefano Borgonovo, il rumeno Marius Lăcătuș, oltre a Massimiliano Fiondella e Gianmatteo Mareggini; il capitano resta Carlos Dunga.
In campionato l'esordio è fortemente negativo, con un rotondo (4-0) patito dalla Roma all'Olimpico. La prima vittoria arriva solo alla quarta giornata: (3-1) all'Atalanta con doppietta del neo acquisto Lăcătuș, che però si ferma dopo la terza segnatura personale, contro il Cagliari. A reggere la squadra sono, oltre a Carlos Dunga, soprattutto Massimo Orlando e Diego Fuser, chiamati a sopperire all'assenza di Roberto Baggio, che è stato ceduto dalla proprietà precedente alla Juventus. È una stagione grigia, che si chiude con un dodicesimo posto, così come la stagione precedente. Ben poche gioie con solo otto vittorie, quindici pareggi e undici sconfitte in campionato.
Una partita da ricordare è sicuramente quella del 6 aprile 1991, quando a Firenze arriva la Juventus, con Baggio avversario per la prima volta. Il giovane talento non tocca palla, sicuramente emozionato dall'ambiente e dall'imponente coreografia. I viola vanno in vantaggio in modo rocambolesco: Fuser tira una punizione dal limite e Tacconi, vedendo la palla arrivare, la giudica fuori allargando le braccia; invece sbatte sul palo e finisce in rete. Al 75' viene assegnato un rigore agli ospiti ma Baggio non se la sente: batte De Agostini e Mareggini salva, più tardi il fantasista veneto viene sostituito e nel mentre raccoglie una sciarpa viola lanciata dagli spalti. In Coppa Italia la Fiorentina esce al terzo turno battuta dal Napoli. Purtroppo si è risentito anche dei risultati negativi di Borgonovo - che al ritorno in viola segna solamente una rete - e di Marius Lăcătuș, che non si ambienta in riva all'Arno, andando in rete solamente tre volte. In porta Landucci perde il posto dopo la gara di Napoli in favore di Mareggini, dopo ben quattro stagioni da titolare mentre esordisce il giovane Fiondella.

## Divise e sponsor
| Casa | Trasferta |

## Rosa
| N. |                    | Ruolo | Calciatore              |
| -- | ------------------ | ----- | ----------------------- |
|    | Italia (bandiera)  | P     | Marco Landucci          |
|    | Italia (bandiera)  | P     | Gianmatteo Mareggini    |
|    | Italia (bandiera)  | D     | Mario Faccenda          |
|    | Italia (bandiera)  | D     | Massimiliano Fiondella  |
|    | Italia (bandiera)  | D     | Alberto Malusci         |
|    | Italia (bandiera)  | D     | Celeste Pin             |
|    | Italia (bandiera)  | D     | Stefano Pioli           |
|    | Italia (bandiera)  | D     | Stefano Rossini         |
|    | Italia (bandiera)  | D     | Giuseppe Volpecina      |
|    | Italia (bandiera)  | C     | Antonio Dell'Oglio      |
|    | Italia (bandiera)  | C     | Alberto Di Chiara       |
|    | Brasile (bandiera) | C     | Carlos Dunga (capitano) |
|    | Italia (bandiera)  | C     | Diego Fuser             |

| N. |                           | Ruolo | Calciatore                  |
| -- | ------------------------- | ----- | --------------------------- |
|    | Italia (bandiera)         | C     | Giuseppe Iachini            |
|    | Romania (bandiera)        | C     | Marius Lăcătuș              |
|    | Cecoslovacchia (bandiera) | C     | Luboš Kubík                 |
|    | Italia (bandiera)         | C     | Massimo Orlando             |
|    | Italia (bandiera)         | C     | Alessandro Antinori Petrini |
|    | Italia (bandiera)         | C     | Luigi Sacchi                |
|    | Italia (bandiera)         | C     | Stefano Salvatori           |
|    | Italia (bandiera)         | C     | Andrea Vascotto             |
|    | Italia (bandiera)         | C     | Mauro Zironelli             |
|    | Italia (bandiera)         | A     | Giacomo Banchelli           |
|    | Italia (bandiera)         | A     | Stefano Borgonovo           |
|    | Italia (bandiera)         | A     | Renato Buso                 |
|    | Italia (bandiera)         | A     | Marco Nappi                 |

## Risultati

### Serie A

#### Girone di andata
| Arbitro: | Lo Bello (Siracusa) |

|                                                     |           |  |
| Völler 17’ Salsano 42’ A. Carnevale 62’ (rig.), 65’ | Marcatori |  |

| Firenze 16 settembre 1990 2ª giornata | Fiorentina    | 0 – 0 referto | Sampdoria | Stadio Comunale\| Arbitro: \| Longhi (Roma) \| |
| Arbitro:                              | Longhi (Roma) |               |           |                                                |

| Arbitro: | Sguizzato (Verona) |

|                            |           |           |
| Van Basten 29’ Massaro 64’ | Marcatori | 60’ Fuser |

| Arbitro: | Felicani (Bologna) |

|                                   |           |              |
| Lacatus 10’, 42’ Kubik 48’ (rig.) | Marcatori | 66’ Caniggia |

| Arbitro: | Pezzella (Frattamaggiore) |

|  |           |                                                  |
|  | Marcatori | 40’ Fuser 69’ (rig.), 77’ Kubik 85’ A. Di Chiara |

| Arbitro: | Merlino (Torre del Greco) |

|                           |           |                              |
| Kubik 42’ (rig.) Buso 73’ | Marcatori | 17’, 20’ A. Melli 38’ Brolin |

| Arbitro: | Coppetelli (Tivoli) |

|            |           |  |
| Ferrara 1’ | Marcatori |  |

| Arbitro: | Cornieti (Forlì) |

|                      |           |                          |
| Nappi 6’ Orlando 85’ | Marcatori | 44’ Pacione 90’ Skuhravy |

| Arbitro: | Lanese (Messina) |

|             |           |             |
| Herrera 76’ | Marcatori | 13’ Lacatus |

| Firenze 25 novembre 1990 10ª giornata | Fiorentina         | 0 – 0 referto | Lecce | Stadio Comunale\| Arbitro: \| Fabricatore (Roma) \| |
| Arbitro:                              | Fabricatore (Roma) |               |       |                                                     |

| Arbitro: | Amendolia (Messina) |

|                  |           |               |
| Alessio 26’, 35’ | Marcatori | 8’ M. Orlando |

| Arbitro: | Boggi (Salerno) |

|          |           |                |
| Buso 45’ | Marcatori | 36’ João Paulo |

| Arbitro: | Trentalange (Torino) |

|                     |           |           |
| Matthaus 49’ (rig.) | Marcatori | 30’ Fuser |

| Arbitro: | Pezzella (Frattamaggiore) |

|           |           |  |
| Fuser 15’ | Marcatori |  |

| Arbitro: | Pairetto (Torino) |

|                    |           |          |
| Bergodi 45’ (aut.) | Marcatori | 17’ Sosa |

| Arbitro: | Beschin (Legnago) |

|               |           |               |
| Bresciani 19’ | Marcatori | 84’ Salvatori |

| Arbitro: | Cesari (Genova) |

|                  |           |  |
| Orlando 16’, 41’ | Marcatori |  |

#### Girone di ritorno
| Arbitro: | Lanese (Messina) |

|          |           |             |
| Buso 36’ | Marcatori | 48’ Salsano |

| Arbitro: | Cornieti (Forlì) |

|            |           |  |
| Branca 87’ | Marcatori |  |

| Firenze 10 febbraio 1991 20ª giornata | Fiorentina          | 0 – 0 referto | Milan | Stadio Comunale\| Arbitro: \| F. Baldas (Trieste) \| |
| Arbitro:                              | F. Baldas (Trieste) |               |       |                                                      |

| Arbitro: | Longhi (Roma) |

|                       |           |                       |
| Evair 45’ Perrone 89’ | Marcatori | 63’ (rig.) M. Orlando |

| Arbitro: | Coppetelli (Tivoli) |

|                                             |           |  |
| Buso 8’ Orlando 25’ Fuser 63’ Borgonovo 65’ | Marcatori |  |

| Arbitro: | Frigerio (Milano) |

|             |           |  |
| Minotti 13’ | Marcatori |  |

| Firenze 10 marzo 1991 24ª giornata | Fiorentina         | 0 – 0 referto | Napoli | Stadio Comunale\| Arbitro: \| Stafoggia (Pesaro) \| |
| Arbitro:                           | Stafoggia (Pesaro) |               |        |                                                     |

| Arbitro: | Pairetto (Torino) |

|                                |           |                     |
| Skuhravy 27’, 73’ Aguilera 61’ | Marcatori | 17’ Fuser 90’ Dunga |

| Arbitro: | Magni (Bergamo) |

|                                             |           |             |
| Festa 27’ (aut.) Orlando 50’ Nappi 84’, 90’ | Marcatori | 12’ Fonseca |

| Arbitro: | Beschin (Legnago) |

|                          |           |  |
| Pasculli 45’ (rig.), 54’ | Marcatori |  |

| Arbitro: | Lo Bello (Siracusa) |

|           |           |  |
| Fuser 41’ | Marcatori |  |

| Bari 14 aprile 1991 29ª giornata | Bari          | 0 – 0 referto | Fiorentina | Stadio San Nicola\| Arbitro: \| Longhi (Roma) \| |
| Arbitro:                         | Longhi (Roma) |               |            |                                                  |

| Firenze 21 aprile 1991 30ª giornata | Fiorentina          | 0 – 0 referto | Inter | Stadio Comunale\| Arbitro: \| Coppetelli (Tivoli) \| |
| Arbitro:                            | Coppetelli (Tivoli) |               |       |                                                      |

| Arbitro: | Cardona (Milano) |

|                |           |           |
| P. Mariani 25’ | Marcatori | 15’ Fuser |

| Arbitro: | Fucci (Salerno) |

|                     |           |               |
| Riedle 29’ Sosa 85’ | Marcatori | 6’ M. Orlando |

| Firenze 19 maggio 1991 33ª giornata | Fiorentina         | 0 – 0 referto | Torino | Stadio Comunale\| Arbitro: \| Stafoggia (Pesaro) \| |
| Arbitro:                            | Stafoggia (Pesaro) |               |        |                                                     |

| Arbitro: | De Angelis (Civitavecchia) |

|  |           |                                              |
|  | Marcatori | 5’ Kubik 57’ Buso 75’ A. Di Chiara 88’ Nappi |

### Coppa Italia

#### Turni preliminari
| Arbitro: | Monni (Sassari) |

|                                                   |           |                     |
| Dell'Oglio 5’ Buso 25’ Dunga 28’ (rig.) Fuser 87’ | Marcatori | 72’ (rig.) Armenise |

| Mestre 1 settembre 1990, ore 20:30 CEST Primo turno - ritorno | Venezia                   | 0 – 0 referto | Fiorentina | Stadio Francesco Baracca \| Arbitro: \| Merlino (Torre del Greco) \| |
| Arbitro:                                                      | Merlino (Torre del Greco) |               |            |                                                                      |

| Arbitro: | Trentalange (Torino) |

|               |           |  |
| Di Chiara 60’ | Marcatori |  |

| Arbitro: | Baldas (Trieste) |

|  |           |               |
|  | Marcatori | 22’ Borgonovo |

#### Fase finale
| Arbitro: | Amendolia (Messina) |

|                            |           |                  |
| Silenzi 40’ Incocciati 69’ | Marcatori | 74’ (rig.) Kubík |

| Firenze 21 novembre 1990, ore 15:00 CET | Fiorentina          | 0 – 0 referto | Napoli | Stadio Comunale (14.009 spett.)\| Arbitro: \| Lo Bello (Siracusa) \| |
| Arbitro:                                | Lo Bello (Siracusa) |               |        |                                                                      |

## Statistiche

### Statistiche dei giocatori
A completamento delle statistiche è da considerare 2 autogol a favore dei viola in campionato.
Sono in corsivo i calciatori che hanno lasciato la società a stagione in corso.
| Giocatore           | Serie A  | Serie A | Serie A     | Serie A    | Coppa Italia | Coppa Italia | Coppa Italia | Coppa Italia | Totale   | Totale | Totale      | Totale     |
| Giocatore           | Presenze | Reti    | Ammonizioni | Espulsioni | Presenze     | Reti         | Ammonizioni  | Espulsioni   | Presenze | Reti   | Ammonizioni | Espulsioni |
| ------------------- | -------- | ------- | ----------- | ---------- | ------------ | ------------ | ------------ | ------------ | -------- | ------ | ----------- | ---------- |
| A. Antinori Petrini | 0        | 0       | ?           | ?          | 0            | 0            | ?            | ?            | 0        | 0      | ?           | ?          |
| G. Banchelli        | 0        | 0       | ?           | ?          | 0            | 0            | ?            | ?            | 0        | 0      | ?           | ?          |
| S. Borgonovo        | 23       | 1       | ?           | ?          | 1            | 1            | ?            | ?            | 24       | 2      | ?           | ?          |
| R. Buso             | 20       | 5       | ?           | ?          | 4            | 1            | ?            | ?            | 24       | 6      | ?           | ?          |
| A. Dell'Oglio       | 17       | 2       | ?           | ?          | 5            | 1            | ?            | ?            | 22       | 3      | ?           | ?          |
| A. Di Chiara        | 28       | 0       | ?           | ?          | 5            | 1            | ?            | ?            | 33       | 1      | ?           | ?          |
| Dunga               | 31       | 1       | ?           | ?          | 6            | 1            | ?            | ?            | 37       | 2      | ?           | ?          |
| M. Faccenda         | 33       | 0       | ?           | ?          | 6            | 0            | 0            | 0            | 39       | 0      | 0+          | 0+         |
| M. Fiondella        | 28       | 0       | ?           | ?          | 2            | 0            | ?            | ?            | 30       | 0      | ?           | ?          |
| D. Fuser            | 32       | 8       | ?           | ?          | 6            | 1            | ?            | ?            | 38       | 9      | ?           | ?          |
| G. Iachini          | 22       | 0       | ?           | ?          | 3            | 0            | ?            | ?            | 25       | 0      | ?           | ?          |
| L. Kubík            | 24       | 5       | ?           | ?          | 5            | 1            | ?            | ?            | 29       | 6      | ?           | ?          |
| M. Lăcătuș          | 21       | 3       | ?           | ?          | 5            | 0            | ?            | ?            | 26       | 3      | ?           | ?          |
| M. Landucci         | 7        | -11     | ?           | ?          | 4            | -1           | ?            | ?            | 11       | -12    | ?           | ?          |
| A. Malusci          | 21       | 0       | ?           | ?          | 5            | 0            | ?            | ?            | 26       | 0      | ?           | ?          |
| G. Mareggini        | 27       | -23     | ?           | ?          | 2            | -2           | ?            | ?            | 29       | -25    | ?           | ?          |
| M. Nappi            | 24       | 4       | ?           | ?          | 5            | 0            | ?            | ?            | 29       | 4      | ?           | ?          |
| M. Orlando          | 28       | 8       | ?           | ?          | 2            | 0            | ?            | ?            | 30       | 8      | ?           | ?          |
| C. Pin              | 10       | 0       | ?           | ?          | 5            | 0            | ?            | ?            | 15       | 0      | ?           | ?          |
| S. Pioli            | 13       | 0       | ?           | ?          | 0            | 0            | ?            | ?            | 13       | 0      | ?           | ?          |
| S. Rossini          | 0        | 0       | ?           | ?          | 0            | 0            | ?            | ?            | 0        | 0      | ?           | ?          |
| L. Sacchi           | 0        | 0       | ?           | ?          | 0            | 0            | ?            | ?            | 0        | 0      | ?           | ?          |
| S. Salvatori        | 18       | 1       | ?           | ?          | 0            | 0            | ?            | ?            | 18       | 1      | ?           | ?          |
| V. Vascotto         | 1        | 0       | ?           | ?          | 1            | 0            | ?            | ?            | 2        | 0      | ?           | ?          |
| G. Volpecina        | 8        | 0       | ?           | ?          | 1            | 0            | ?            | ?            | 9        | 0      | ?           | ?          |
| M. Zironelli        | 2        | 0       | ?           | ?          | 4            | 0            | ?            | ?            | 6        | 0      | ?           | ?          |